# 布魯斯利尼夫
49°24′55″N 28°11′39″E / 49.41528°N 28.19417°E
布魯斯利尼夫（烏克蘭語：Бруслинів），是烏克蘭的村落，位於該國西南部文尼察州，由文尼察區負責管轄，始建於1650年，面積0.31平方公里，海拔高度255米，2001年人口985，人口密度每平方公里3,316.94人。